# HY Большой Медведицы
HY Большой Медведицы (лат. HY Ursae Majoris), HD 104710 — одиночная переменная звезда в созвездии Большой Медведицы на расстоянии приблизительно 1155 световых лет (около 354 парсеков) от Солнца. Видимая звёздная величина звезды — от +7,43m до +7,32m.

## Характеристики
HY Большой Медведицы — красная пульсирующая медленная неправильная переменная звезда (LB:) спектрального класса M1.